# Lê Hồng Phong, Quy Nhơn
Lê Hồng Phong là một phường thuộc thành phố Quy Nhơn, tỉnh Bình Định, Việt Nam.
Phường Lê Hồng Phong có diện tích 1,07 km², dân số năm 1999 là 14.025 người, mật độ dân số đạt 13.107 người/km².

## Hành chính
Phường Lê Hồng Phong được chia thành 7 khu vực: 3, 4, 5, 6, 7, 8, 9.